# Ceresiosaurus
Ceresiosaurus es un género extinto acuático de sauropterigio notosaurido lariosaurino conocido desde el Triásico Medio (Anisiense-Ladiniense) de Monte San Giorgio, el sur de Suiza y el norte de Italia. Ceresiosaurus significa "Lagarto de Ceresio" (Ceresio es el nombre del Lago de Lugano, en Suiza). La especie tipo, Ceresiosaurus calcagnii, fue nombrada por Bernhard Peyer en 1931. C. calcagnii se conoce de los lechos Cava superiore y Cava inferiore de la piedra caliza Lower Meride en Monte San Giorgio, que data de finals del anisiense en el Triásico medio. Rieppel (1998) sugirió que el entonces género monoespecífico Ceresiosaurus, es un sinónimo más moderno del más conocido Lariosaurus, sin embargo, mantuvo esta especie tipo como una especie separada bajo la nueva combinación L. calcagnii. En 2004, sin embargo, esta sinonimia fue objetada por Hänni, quien describió y nombró una segunda especie de Ceresiosaurus, C. lanzi, una separación respaldada por varios otros autores desde entonces. Esta especie sólo se conoce de los lechos de Cassima estratigráficamente más jóvenes del Monte San Giorgio, aunque también de la piedra caliza Lower Meride, que data posiblemente de la edad ladiniense más temprana. Las especies en un entorno lagunar subtropical con diferentes influencias marinas abiertas, y junto a muchas especies relacionadas pero más pequeñas de notosauridos y paquipleurosauridos. Ceresiosaurus representa uno de los vertebrados más grandes, de hasta 3 m de longitud, del muy diversificado paleoambiente del Monte San Giorgio en el Triásico Medio.

## Paleobiología

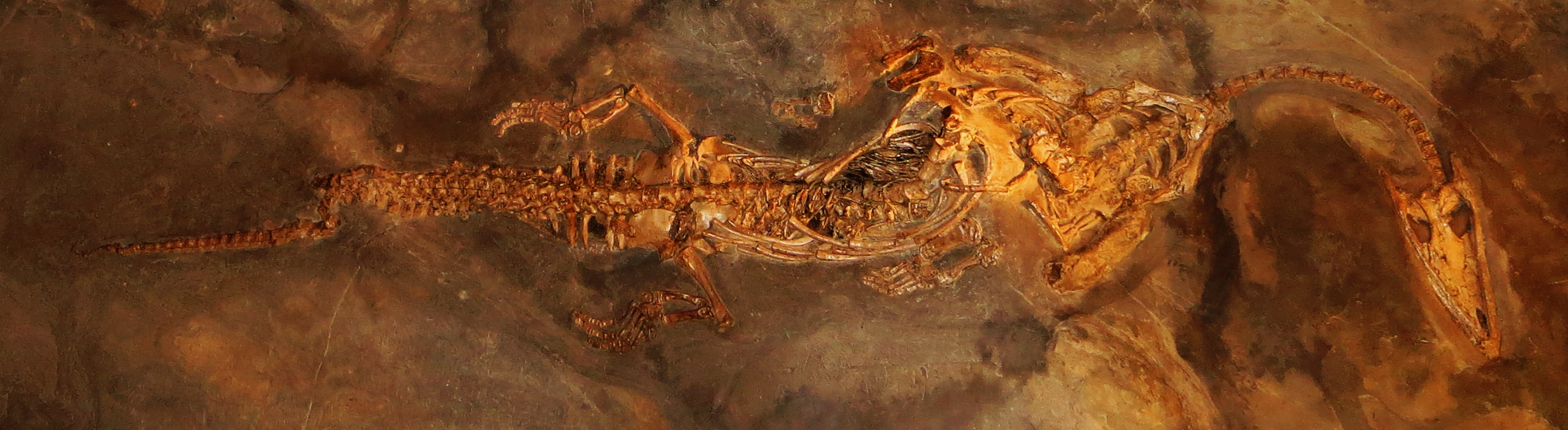
Ceresiosaurus lanzi

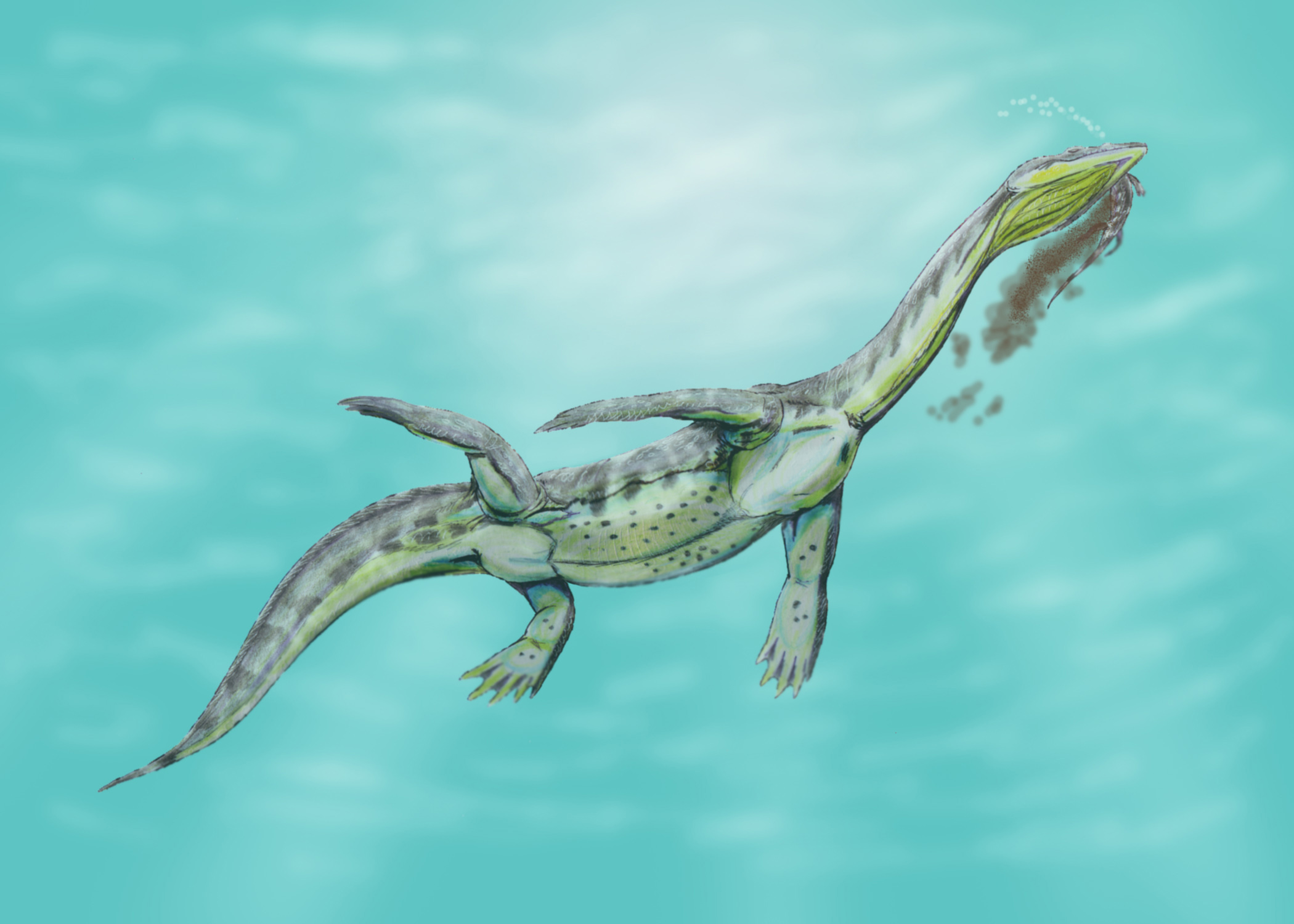
Restauración

Ceresiosaurus era mucho más alargado que sus parientes, alcanzando los 3 metros de largo, y tenía aletas completamente desarrolladas sin rastro de dedos visibles. Tenía múltiples falanges alargadas, haciendo que las aletas fueran mucho más largas que en la mayoría de los otros notosaurios y más parecidas a las de los plesiosaurios posteriores. Ceresiosaurus también tenía el cráneo más corto de todos los notosaurios conocidos, lo que aumentó aún más su parecido con los plesiosaurios.
Aunque posee un cuello y una cola largos, es posible que Ceresiosaurus no haya nadado al ondular su cuerpo. El análisis de la estructura ósea de las caderas y la poderosa cola sugiere que, en cambio, se impulsó a través del agua como un pingüino. La evidencia de paquipleurosaurios en el estómago preservado de Ceresiosaurus sigue dando crédito a la teoría de que era un nadador rápido.